# Timna Brauer
Para outros usos, ver Timna.

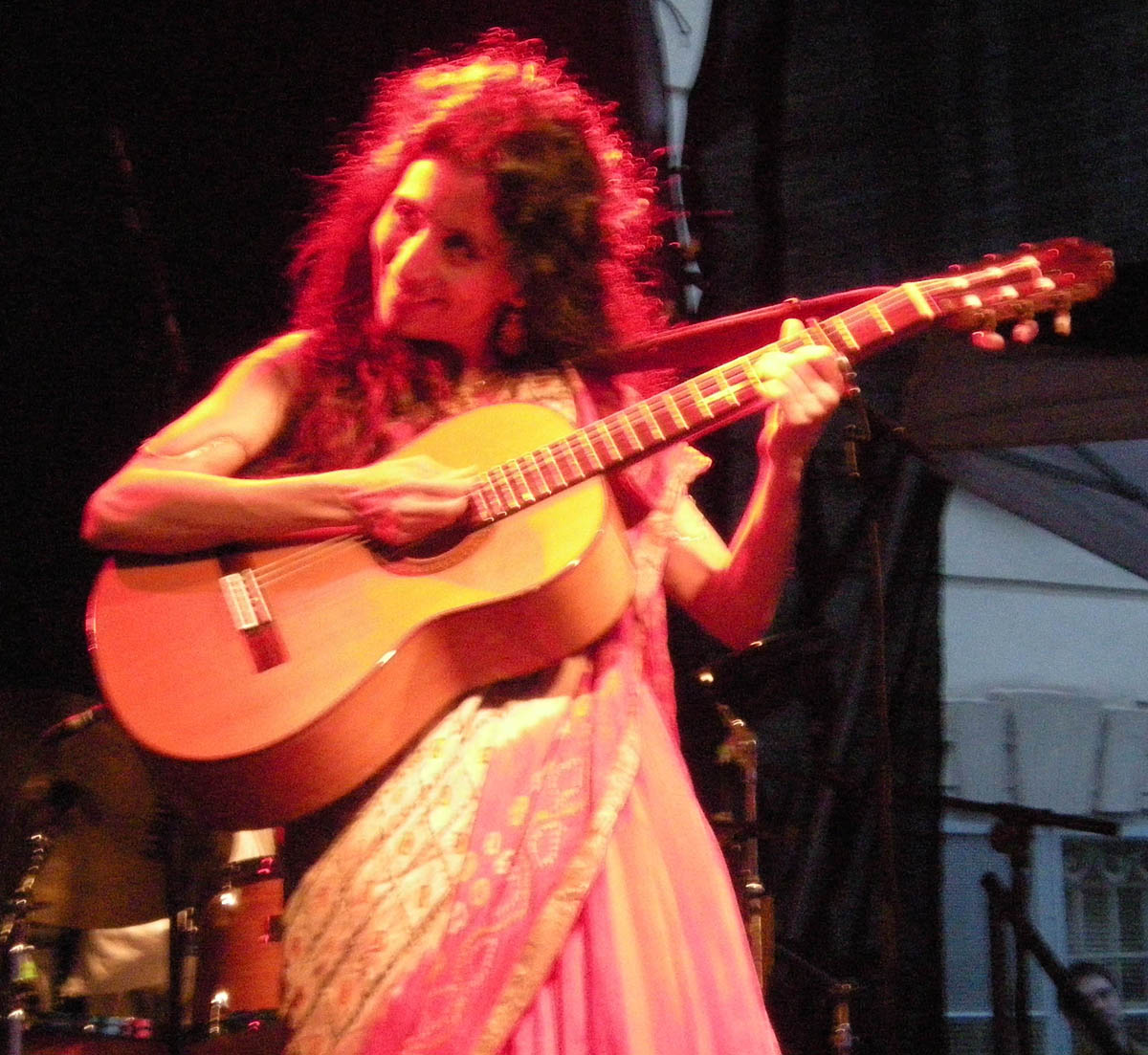
Timna Brauer

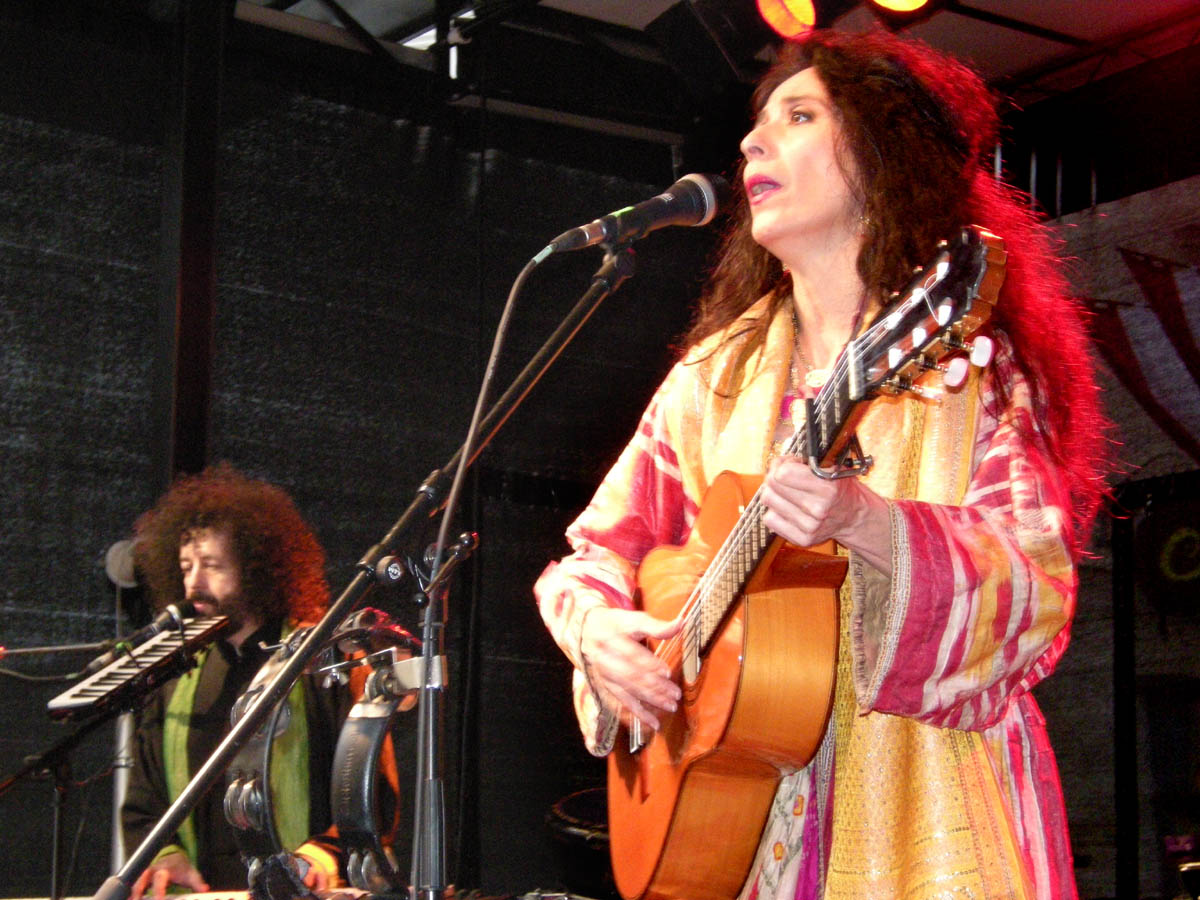
Timna Brauer e Elias Meiri, Viena, 2008

Timna Brauer(hebraico: תימנה בראואר; Viena, 1 de maio de 1961-) é uma cantora e compositora austríaca-israelita filha do pintor, escritor e cantor Arik Brauer. Ela é casada com o pianista israelita Elias Meiri com que tem colaborado musicalmente. Ambos têm raízes iemenitas.
Brauer representou a Áustria no  Festival Eurovisão da Canção 1986, onde interpretou em Bergen o tema "Die Zeit ist einsam".

## Discografia selecionada
- 1987: Orient (Timna Brauer & Elias Meiri Ensemble)
- 1992: Mozart "Anders" (Timna Brauer & Elias Meiri Ensemble)
- 1996: Tefila-Prayer / Jewish Spirituals (Timna Brauer)
- 1997: Chansons et violons (Timna Brauer & Elias Meiri)
- 1999: Die Brauers (The Brauer family - 3 generations)
- 2001: Songs from Evita (Timna Brauer)
- 2001: Voices for Peace (Timna Brauer & various choirs)
- 2005: Kinderlieder aus Europa: CD + Informational booklet (Timna Brauer & Elias Meiri Ensemble + Children)
- 2006: Der kleine Mozart: Listen and Play CD for Children (Timna Brauer & Elias Meiri Ensemble)